# Área salvaje Togiak
La área salvaje Togiak (en inglés: Togiak Wilderness) es un área salvaje de los Estados Unidos designada por el gobierno federal situada en las áreas censales de Bethel y de Dillingham, en el estado de Alaska. Comprende 920 282 ha, y ocupa la mitad norte del Refugio Nacional de Vida Silvestre de Togiak.
Protege ríos cristalinos, lagos y montañas empinadas sobre pendientes, incluyendo las montañas escarpadas y el río Ahklun Rango Wood, que se encuentran parcialmente en el sitio. Partes del río Kanektok, Goodnews y Togiak también se encuentran dentro de los límites de la Selva Togiak.
El área salvaje es gestionada por el Servicio de Pesca y Vida Silvestre de los Estados Unidos.